# Morten Bertolt
Morten Bertolt Andersen (født 12. februar 1984) er en dansk tidligere fodboldspiller,
Bertolts primære position på banen var på den centrale midt, hvor han både kunne bidrage i det defensive og fremadrettede spil. Han spilede i sin aktive karriere blandt andet for SønderjyskE, FC Roskilde, FC Vestsjælland og Sandnes Ulf, inden han som sin sidste klub spillede for FC Helsingør.

## Karriere
Han skiftede fra FC København i sommeren 2008 efter at have været lejet ud til Viborg FF et halvt år. I 2006 var han udlejet til den norske klub HamKam. Efter en tid i norske HamKam gik turen til SønderjyskE. I sommeren 2010 kunne Bertolt og SønderjyskE dog ikke nå til enighed om en ny kontrakt.

### Lyngby
Den 7. juli 2010 skrev Bertolt kontrakt med de kongeblå fra Lyngby og fik sin uofficielle debut i træningskampen mod Silkeborg IF den 6. juli 2010. Lyngby BK hentede Bertolt som en direkte forstærkning til den centrale midtbane.

### Sandnes Ulf
I sommeren 2012 skiftede Bertolt til den norske Tippeligaklub Sandnes Ulf, som han skrev en toårig kontrakt med. I december 2012 blev han løst fra sin aftale med den norske klub, hvorefter han skrev kontrakt med FC Vestsjælland.

### FC Vestsjælland
Den 9. januar 2013 offentliggjorde 1. divisionsklubben FC Vestsjælland at man havde indgået en aftale med Bertolt frem til sommeren 2014. Her var han med 10 optrædener i foråret med til at sikre klubben oprykning til Superligaen efter sæsonen 2012/13.
Den 21. maj 2014 meddelte FCV på deres hjemmeside, at Mortens kontrakt ikke ville blive forlænget, og han ville forlade klubben til sommer. Han spillede i alt 41 kampe for klubben og scorede ét enkelt mål og blev derudover også noteret for en enkelt assist.

### Vendsyssel FF
Den 28. august 2014 indgik Bertolt en halvårsaftale med den nordjyske 1. divisionsklub Vendsyssel FF.

### FC Roskilde
I vinterpausen 2014/2015 skiftede Bertolt til FC Roskilde på anbefaling af sin ven og tidligere holdkammerat Jesper Bech. Han vendte dog allerede senere på året tilbage til FC Vestsjælland, der imidlertid senere på året gik konkurs.

### FC Helsingør
I vinteren 2016 skiftede han til FC Helsingør. I juli 2017 stoppede han sin fodboldkarriere.